# فيصل المطروشي
فيصل المطروشي (مواليد 29 نوفمبر 1998، لاعب كرة قدم إماراتي يجيد اللعب في الهجوم.

## مسيرة اللاعب
مثل نادي الجزيرة في الفئات السنية وتدرج معهم حتى وصل للفريق الأول عام 2018 وأعير إلى نادي خورفكان ونادي الإمارات ونادي بينونة.

## روابط خارجية
- فيصل المطروشي على موقع Soccerway.com (الإنجليزية)